# Spoorlijn aansluiting Hohenrhein - Oberlahnstein
De spoorlijn aansluiting Hohenrhein - Oberlahnstein was een Duitse spoorlijn in Rijnland-Palts en was als spoorlijn 3030 onder beheer van DB Netze. 

## Geschiedenis
Het traject werd door de Nassauische Rhein- und Lahn-Eisenbahn-Gesellschaft geopend op 15 mei 1879. In 1983 werd de lijn gesloten en vervolgens opgebroken. 

## Aansluitingen
In de volgende plaatsen is of was er een aansluiting op de volgende spoorlijnen:
aansluiting Hohenrhein
DB 3710, spoorlijn tussen Wetzlar en Koblenz
Oberlahnstein
DB 3507, spoorlijn tussen Wiesbaden Ost en Niederlahnstein